# Capitaine Kronos, tueur de vampires
Pour plus de détails, voir Fiche technique et Distribution.
Capitaine Kronos, tueur de vampires (Captain Kronos - Vampire Hunter) est un film britannique réalisé par Brian Clemens, sorti en 1974.

## Synopsis
Fin du XIXe siècle en Europe centrale. Grenadier de la Garde impériale, Kronos arrive dans un village où il a été appelé par le docteur Marcus, à la suite des décès suspects de plusieurs jeunes femmes. Aidé d'une jeune moribonde mise au pilori par les villageois, il comprend qu'il a affaire à un cas de vampirisme.

## Fiche technique
- Titre : Capitaine Kronos, tueur de vampires
- Titre original : Captain Kronos - Vampire Hunter
- Réalisation : Brian Clemens
- Scénario : Brian Clemens
- Production : Brian Clemens et Albert Fennell
- Société de production : Hammer Film Productions
- Budget : 160 000 livres (235 000 euros)
- Musique : Laurie Johnson
- Photographie : Ian Wilson
- Montage : James Needs
- Décors : Robert Jones
- Pays d'origine :  Royaume-Uni
- Format : Couleurs - 1,66:1 - Mono - 35 mm
- Genre : Aventure, horreur
- Durée : 91 minutes
- Date de sortie : 7 avril 1974 (Royaume-Uni)

## Distribution
- Horst Janson : le capitaine Kronos
- John Carson : le docteur Marcus
- Shane Briant : Paul Durward
- Caroline Munro : Carla
- John Cater : le professeur Hieronymos Grost
- Lois Daine : Sara Durward
- William Hobbs : Lord Hagen Durward
- Brian Tully : George Sorell
- Robert James : Pointer
- Perry Soblosky : Barlow
- Paul Greenwood : Giles
- Lisa Collings : Vanda Sorell
- John Hollis : Barman
- Ian Hendry : Kerro
- Wanda Ventham : Lady Durward

## Autour du film
- Il s'agit de la seule réalisation de Brian Clemens.
- Le tournage s'est déroulé du 10 avril au 27 mai 1973 à Iver Heath, ainsi qu'aux studios d'Elstree.
- La Hammer avait imaginé toute une série de films mettant en scène le capitaine Kronos, affrontant Frankenstein et Dracula, mais à la suite de l'échec commercial de ce premier film, les suivants furent annulés[1].
- L'actrice Ingrid Pitt annonça dans des interviews qu'elle avait refusé le rôle de Lady Durward.
- Présenté en France lors du 4e Festival du film fantastique de Paris en 1976, le film ne connut pas d'exploitation en salles.